# 1001 Grammes
Pour plus de détails, voir Fiche technique et Distribution.
1001 Grammes (1001 Gram) est un film norvégien réalisé par Bent Hamer, sorti en 2014.

## Synopsis
Marie, en instance de divorce, travaille comme son père à l'institut de métrologie norvégien. Elle regarde défiler sa vie sans avoir de prise sur elle. À la suite d'un infarctus de son père, elle doit se rendre à la conférence annuelle du Bureau international des poids et mesures à Paris pour peser le prototype du kilogramme norvégien et le comparer au français. 

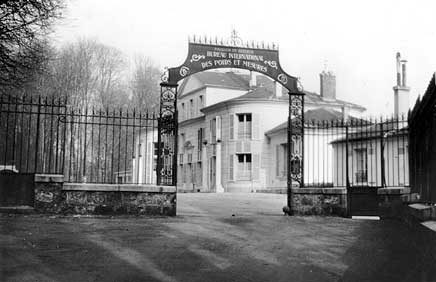
Le pavillon de Breteuil, siège du Bureau international des poids et mesures
Sceau original du BIPM

## Fiche technique
- Titre original : 1001 Gram
- Titre français : 1001 Grammes
- Réalisation : Bent Hamer
- Scénario : Bent Hamer
- Pays d'origine : Norvège
- Format : Couleurs - 35 mm
- Genre : drame
- Durée : 93 minutes
- Date de sortie :
  - 7 septembre 2014 :  Canada (Festival international du film de Toronto 2014)
  - 11 mars 2015 ;  France

## Distribution
- Ane Dahl Torp : Marie
- Laurent Stocker : Pi
- Per Christian Ellefsen : Moberg
- Didier Flamand : Gérard
- Peter Hudson : professeur Winkler
- Stein Winge : Ernst Ernst
- Sabine Pakora : Observatrice